# آبی (آلبوم جونی میچل)
آبی (انگلیسی: Blue) چهارمین آلبوم استودیویی اثر خواننده-ترانه‌سرای کانادایی جونی میچل است که توسط رپریز رکوردز منتشر شد. آلبوم به رتبهٔ ۱۵ در بیلبورد ۲۰۰، رتبهٔ نه در جدول آلبوم‌های کانادایی و رتبهٔ سه در جدول آلبوم‌های بریتانیا رسید.